# Toll-подібний рецептор

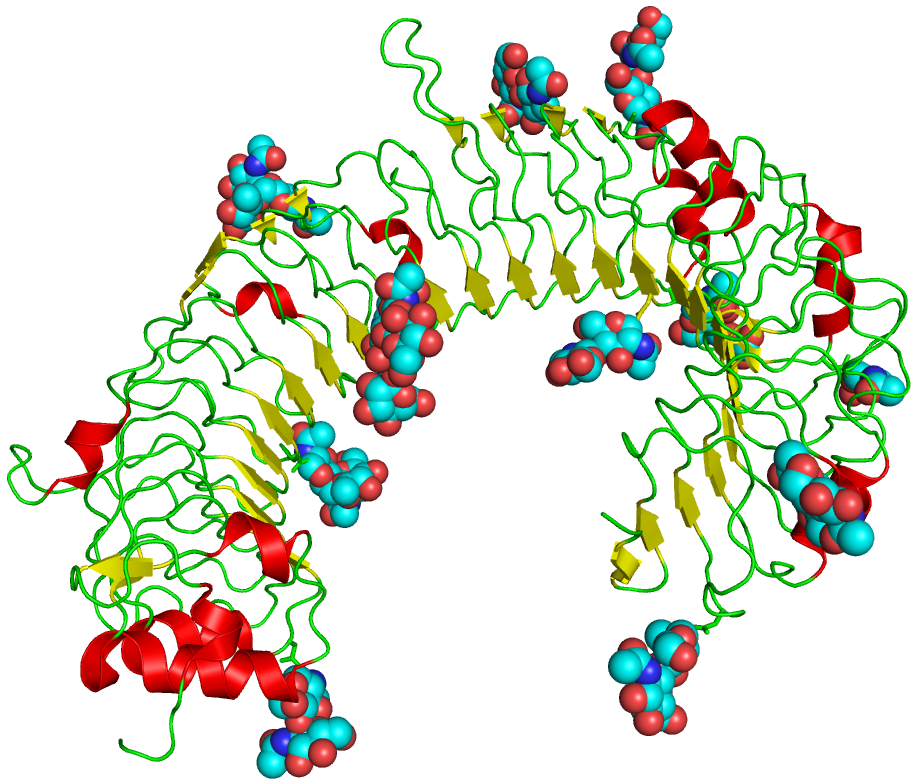
Вигнута лейцин-багата ділянка Toll-подібного рецептору, на прикладі рецептору TLR3.

Toll-подібні рецептори (англ. Toll-liked receptors, TLR від нім. Toll — чудовий) — клас клітинних рецепторів з одним трансмембранним доменом, які відіграють одну із ключових ролей у вродженому імунітеті: вони розпізнають консервативні структури мікроорганізмів і активують проти них клітинну гілку імунітету.
Відомо 13 Toll-подібних рецепторів ссавців, що позначаються абревіатурами від TLR1 до TLR13. Вони зв'язують різні ліганди і представлені в організмі на різних типах клітин. У людини існує 10 Toll-подібних рецепторів (від TLR1 до TLR10), у миші — 12 (від TLR1 до TLR9, а також TLR11-13). Ген TLR11 у людини містить кілька зайвих стоп-кодонів, тому білок не синтезується. Передбачається, що цей ген у людини репресований для уникнення потенційної аутоімунної реакції на людський білок профілін, який має високий ступінь гомології з бактеріальним профіліном.

## Історія відкриття
Усвідомлення важливої ролі природженого імунітету прийшло разом з ідентифікацією патерн-розпізнавальних рецепторів (ПРР, англ. pattern recognition receptors, PRR), відомих у сучасній науковій літературі як Toll-подібні рецептори (TLR). Вони належать до групи сигнальних патерн-розпізнавальних рецепторів і розглядаються дослідниками як ключові рецептори природженого імунітету. TLRs забезпечують молекулярну ідентифікацію патогену із подальшим включенням важливих компонентів спадкового імунітету та відіграють вирішальну роль у ранньому захисті організму від чужорідних структур. Функціонуючи на зовнішній мембрані моноцитів, макрофагів, нейтрофілів, еозинофілів та тучних клітин, TLRs мають характерну властивість розпізнавати молекулярні структури мікроорганізмів, які отримали назву PAMP (pathogen-associated molecular patterns, патерни асоційовані з патогеном). В 1989 році Карл Дженвей сформулював «гіпотезу розпізнавання образів». Згідно теорії всі патогенні мікроорганізми, незважаючи на особливості будови, мають еволюційно консервативні молекулярні структури, асоційовані з патогеном і відсутні у багатоклітинних організмів. Ця гіпотеза підтвердилась після відкриття Toll-рецептора у плодової мухи дрозофіли (Drosofila melanogaster). У 1985 році досліджуючи різні мутації у плодової мушки знаменита німецька біологиня Крістіана Нюсляйн-Фольхард виявила личинок-мутантів з недорозвиненою вентральної частиною тіла. Її негайна репліка була «Das war ja toll!!» ("Ось це клас!). Цей викрик «тол» якраз і послужив назвою рецептору.
Після детального вивчення цього рецептора було виявлено, що у мух мутації білка Toll призводили до зниження продукції протигрибкового фактору дорзоміцину і, як наслідок, підвищення схильності до грибкової інфекції. Це підтвердило важливість ПРР у функціонуванні природженого імунітету. В 1997 році в лабораторії К. Дженвея на моноцитах людини вперше виявили рецептор, гомологічний Toll-рецептору дрозофіли, тому він і отримав назву Toll-подібний рецептор. Методом позиційного клонування гену, відповідального за розпізнавання ліпополісахариду, була підтверджена роль TLR в імунному захисті організму. Надалі йому був присвоєний номер 4 (TLR4). Фактично до початку ХХІ століття зібрана величезна база даних, яка підтверджує: реакція природженого імунітету на вплив патогенних мікроорганізмів— це специфічна реакція, що здійснюється через патерн-розпізнавальні рецептори в клітинах організму.

## Функціонування
В неактивному стані Toll-подібні рецептори представлені в мембрані мономерами. При активації вони димеризуються, що призводить до подальшої передачі сигналу в середину клітини. Більшість рецепторів утворюють гомодимери, в той час як, TLR2, залежно від ліганду, формує гетеродимер з TLR1 або TLR6. Активація Toll-подібних рецепторів відбувається при зв'язуванні з лігандом, яким можуть бути певні бактеріальні, вірусні чи грибкові структури. Функціонування деяких Toll-подібних рецепторів може залежати також від ко-рецепторів. Наприклад, для розпізнаваня бактеріального ліпополісахарида TLR4 рецептор потребує наявності MD-2, CD14 і ліпополісахарид-зв'язувального білка.
Активований рецептор здатний зв'язувати декілька внутрішньоклітинних адапторних білків, які забезпечують подальшу передачу сигналу. Ці білки мають TIR-домен (від англ. Toll-interleukin-1 receptor) — сайт специфічного зв'язування з активованим Toll-подібним рецептором. Всього існує 5 адапторних білків з TIR-доменом: MYD88, TIRAP, TRIF, TRAM і SARM. Різні рецептори мають свій набір цих адапторних білків, необхідних для передачі сигналу. Всі 5 білків може зв'язувати лише рецептор TLR4. Далі адапторні білки зв'язуються з специфічними кіназами, які через каскад реакцій індукують транскрипцію певних генів. Загалом, Toll-подібні рецептори є одними з найсильніших генних модуляторів.

## Типи
| Рецептор | Ліганд(и)                                         | Локалізація ліганда            | Адапторні білки       | Локалізація рецептора | Тип клітин                                                                              |
| -------- | ------------------------------------------------- | ------------------------------ | --------------------- | --------------------- | --------------------------------------------------------------------------------------- |
| TLR1     | Чисельні триацил-ліпопептиди                      | Бактерії                       | MYD88/TIRAP           | Клітинна поверхня     | - Моноцити/макрофаги - Підтип дендритних клітин - B-лімфоцити                           |
| TLR2     | Чисельні гліколіпіди                              | Бактерії                       | MyD88/TIRAP           | Клітинна поверхня     | - Моноцити/макрофаги - Мієлоїдні дендритні клітини - Тучні клітини                      |
| TLR2     | Ліпопротеїни                                      | Бактерії                       | MyD88/TIRAP           | Клітинна поверхня     | - Моноцити/макрофаги - Мієлоїдні дендритні клітини - Тучні клітини                      |
| TLR2     | Ліпопептиди                                       | Бактерії                       | MyD88/TIRAP           | Клітинна поверхня     | - Моноцити/макрофаги - Мієлоїдні дендритні клітини - Тучні клітини                      |
| TLR2     | Ліпотейхоєва кислота                              | Бактерії                       | MyD88/TIRAP           | Клітинна поверхня     | - Моноцити/макрофаги - Мієлоїдні дендритні клітини - Тучні клітини                      |
| TLR2     | Пептидоглікан                                     | Грампозитивні бактерії         | MyD88/TIRAP           | Клітинна поверхня     | - Моноцити/макрофаги - Мієлоїдні дендритні клітини - Тучні клітини                      |
| TLR2     | HSP70                                             | Клітини господаря              | MyD88/TIRAP           | Клітинна поверхня     | - Моноцити/макрофаги - Мієлоїдні дендритні клітини - Тучні клітини                      |
| TLR2     | Зимозан                                           | Гриби                          | MyD88/TIRAP           | Клітинна поверхня     | - Моноцити/макрофаги - Мієлоїдні дендритні клітини - Тучні клітини                      |
| TLR2     | Інше                                              |                                | MyD88/TIRAP           | Клітинна поверхня     | - Моноцити/макрофаги - Мієлоїдні дендритні клітини - Тучні клітини                      |
| TLR3     | Дволанцюгова РНК, полі I: C                       | Віруси                         | TRIF                  | Внутрішньоклітинний   | - Дендритні клітини - B-лімфоцити                                                       |
| TLR4     | Ліпополісахарид                                   | Грамнегативні бактерії         | MyD88/TIRAP/TRIF/TRAM | Клітинна поверхня     | - Моноцити/макрофаги - Мієлоїдні дендритні клітини - Тучні клітини - Епітелій кишечника |
| TLR4     | Деякі білки теплового шоку                        | Бактерії і клітини господаря   | MyD88/TIRAP/TRIF/TRAM | Клітинна поверхня     | - Моноцити/макрофаги - Мієлоїдні дендритні клітини - Тучні клітини - Епітелій кишечника |
| TLR4     | Фібриноген                                        | Клітини господаря              | MyD88/TIRAP/TRIF/TRAM | Клітинна поверхня     | - Моноцити/макрофаги - Мієлоїдні дендритні клітини - Тучні клітини - Епітелій кишечника |
| TLR4     | Гепарансульфатні фрагменти                        | Клітини господаря              | MyD88/TIRAP/TRIF/TRAM | Клітинна поверхня     | - Моноцити/макрофаги - Мієлоїдні дендритні клітини - Тучні клітини - Епітелій кишечника |
| TLR4     | Гіалуронова кислота фрагменти                     | Клітини господаря              | MyD88/TIRAP/TRIF/TRAM | Клітинна поверхня     | - Моноцити/макрофаги - Мієлоїдні дендритні клітини - Тучні клітини - Епітелій кишечника |
| TLR4     | Інше                                              |                                | MyD88/TIRAP/TRIF/TRAM | Клітинна поверхня     | - Моноцити/макрофаги - Мієлоїдні дендритні клітини - Тучні клітини - Епітелій кишечника |
| TLR5     | Флагелін                                          | Бактерії                       | MyD88                 | Клітинна поверхня     | - Моноцити/макрофаги - Підтип дендритних клітин - Епітелій кишечника                    |
| TLR6     | Чисельні діацилліпопептиди                        | Мікоплазма                     | MyD88/MAL             | Клітинна поверхня     | - Моноцит/Макрофаги - Тучні клітини - B-лімфоцити                                       |
| TLR7     | Імідазохінолін                                    | Невеликі синтетичні компоненти | MyD88                 | Внутрішньоклітинний   | - Моноцити/макрофаги - Плазмацитоїдні дендритні клітини - B-лімфоцити                   |
| TLR7     | Локсорибін (аналог гуанозина)                     | Невеликі синтетичні компоненти | MyD88                 | Внутрішньоклітинний   | - Моноцити/макрофаги - Плазмацитоїдні дендритні клітини - B-лімфоцити                   |
| TLR7     | Бропіримін                                        | Невеликі синтетичні компоненти | MyD88                 | Внутрішньоклітинний   | - Моноцити/макрофаги - Плазмацитоїдні дендритні клітини - B-лімфоцити                   |
| TLR7     | Одноланцюгова РНК                                 |                                | MyD88                 | Внутрішньоклітинний   | - Моноцити/макрофаги - Плазмацитоїдні дендритні клітини - B-лімфоцити                   |
| TLR8     | Невеликі синтетичні компоненти; одноланцюгова РНК |                                | MyD88                 | Внутрішньоклітинний   | - Моноцити/макрофаги - Підтип дендритних клітин - Тучні клітини                         |
| TLR9     | Неметиловані ділянки CpG ДНК                      | Бактерії                       | MyD88                 | Внутрішньоклітинний   | - Моноцити/макрофаги - Плазмацитоїдні дендритні клітини - B-лімфоцити                   |
| TLR10    | Невідомо                                          | Невідомо                       | MyD88                 | Клітинна поверхня     | - Моноцити/макрофаги - B-лімфоцити                                                      |
| TLR11    | Профілін                                          | Уропатогенні бактерії          | MyD88                 | Клітинна поверхня     | - Моноцити/макрофаги - Клітини печінки - Нирки - Епітелій сечового міхура               |
| TLR12    | Невідомо                                          |                                | Невідомо              | Невідомо              |                                                                                         |
| TLR13    | Невідомо                                          |                                | Невідомо              | Невідомо              |                                                                                         |